# Alopecosa kalavrita
Alopecosa kalavrita är en spindelart som beskrevs av Jan Buchar 200. Alopecosa kalavrita ingår i släktet Alopecosa och familjen vargspindlar.
Artens utbredningsområde är Grekland. Inga underarter finns listade i Catalogue of Life.